# Сцената
 За театралния термин вижте Сцена.  
Сцената е термин, обозначаващ група от пиратски компютърни мрежи, които се занимават с добиването на копия на нови филми, музика, игри, често дори и преди публичното им пускане и нелегалното им разпространение по Интернет (преди това по BBS сайтове). Всяка специфична подсекция на Сцената представлява общност, която има собствени правила за продукцията си (накратко се наричат рилийзи) и се състои от много малки групички. Тези малки общности заедно образуват Сцена(та), напр. MP3 Сцена, DVDR Сцена и т.н. Групите се събират в частни IRC канали, където могат лесно да се координират помежду си, след което да разпространяват рилийзите си.
Buletin Board System (BBS) е предшественикът на днешните интернет форуми.

## История
Сцената се формира в началото на 80-те години на миналия век на частно пуснати BBS системи. Първите BBS-и се намират в САЩ, но скоро след това подобни сървъри се разпространяват в Австралия и Европа. BBS сайтовете рекламират телефонните си номера открито в.nfo файловете си, понякога и полускрито, така че всеки, който е заинтересован, да може да намери телефонния номер на BBS-a. Върху BBS системите били разложени едва няколко мегабайта материали. Най-добрите системи имали няколко телефонни линии и разполагали със стотици мегабайти дисково пространство, което било изключително скъпо за времето си. Основните рилийзи били игри и програми, след като 386 системите започнали да навлизат в масова употреба. Сцената, по това време, не работела с фиксирани правила, а просто се приемало, че крайният потребител знае, какво ще вземе само заради името или .nfo файла. Талантливи кодери започнали да разбиват защитата на игрите и често включвали 4 или 64 килобитово клипче, за да изразят уменията си като кодери, артисти или музиканти. Демосцената станала особено популярна в скандинавските страни, където се организират редовни събирания. Нелегалната дистрибуция играела много малка роля в ерата на модемите/BBS, тъй като скоростите на трансфер били много ниски. Отнемало часове да се трансферира напълно една игра от един компютър на друг, дори и при наличието на най-бързите модеми. Сцената била лимитирана, сигурна и работела на принципа „само след покана“ от някои стари сценери дори само заради „добрите стари времена“. По това време Интернет не съществувал в сегашната си форма, нито съществували peer-to-peer връзки (p2p), всички връзки били от типа host-to-host (или point-to-point). В днешно време тези сървъри съдържат терабайти и са свързани помежду си, чрез многобройни гигабитови връзки, позволяващи 100 mb/s скорост на сваляне.

## Подсекции на Сцената
В средата на 90-те се сформира MP3 сцената. Тази сцена е една от първите формирани по начина, по който сцената съществува днес. През 1999 година групите вече били определили стриктни правила за начина, по който музиката се записва, пакетира и пуска. Рилийзите трябва задължително да идват от CDDA източник, да бъдат кодирани в 128 kbit/s, имената на файловете да следват специфична файлова структура, както и да съдържат плейлист, .sfv и .nfo файлове. Впоследствие много от тези първоначални правила са били променяни, включително позволявайки източника да бъде телевизия, DVD дискове, VHS, записи на живо (наречени bootleg), винил, касетки. Правилата постановяват, че всички записи трябва да бъдат правени във формат с променлив битрейт (VBR) (Повечето групи използват кодек, наречен LAME, за да постигнат това). Все още правилата изостават в сравнение с най-новите разработени алгоритми за запис на музика. Качеството винаги е по-ниско в сравнение с това, което е достъпно на пазара, заради стриктните правила, които са наложени.
През 80-те години, т. нар. демосцена започва да се отделя от „сцената“ и става самостоятелна.

## Дистрибуция
Членовете на сцената са изключително добре организирани в поведението си, като често са параноични относно анонимността. Сцената поддържа частна мрежа от FTP сайтове, наречени топ-сайтове (top sites), където се получват всички най-нови рилийзи, след което биват разпространени до по-малки и по-малки сайтчета. Членовете на сцената, чиято работа е да ъплоудват и да пренасят тези рилийзи, се наричат куриери, по-рядко търговци и обикновено получават кредити по специален коефициент (често 1:3, в този случай, им се позволява да свалят 3 пъти повече от това, което са качили). Ако рилийзът има проблеми от някакъв характер (лошо качество, дубликат и т.н.), то тогава изданието бива 'нюквано' (от англ. nuked), което означава, че се слага перманентна бан маска на конкретния рилийз и този, който го е качил на конкретния сайт, губи кредита си за това. Куриерите, също така, биват наричани и рейсъри (от англ. race – състезавам се), защото са в постоянно състезание помежду си кой ще качи първи и най-много.